# Lordsburg
Lordsburg è un comune (city) degli Stati Uniti d'America e capoluogo della contea di Hidalgo nello Stato del Nuovo Messico. La popolazione era di 2 797 abitanti al censimento del 2010.

## Geografia fisica
Secondo lo United States Census Bureau, la città ha una superficie totale di 21,74 km², dei quali 21,74 km² di territorio e 0 km² di acque interne (0% del totale).
Lordsburg si trova all'incrocio tra la Interstate 10 e la U.S. Route 70. La I-10 conduce ad est di 60 miglia (97 km) a Deming e 120 miglia (190 km) a Las Cruces, mentre ad ovest conduce 155 miglia (249 km) a Tucson, Arizona. La US 70 segue la I-10 ad est di Lordsburg, ma conducono a nord-ovest 153 miglia (246 km) fino al capolinea a Globe, Arizona.

## Storia
Lordsburg fu fondata nel 1880 sulla rotta della Southern Pacific Railroad.

### L'inno del Nuovo Messico
Lordsburg è il luogo di nascita dell'inno ufficiale del Nuovo Messico, "O Fair New Mexico". Fu scritto da una residente di Lordsburg, Elizabeth Garrett, la figlia cieca del famoso sceriffo Pat Garrett. Nel 1917, il governatore Washington Lindsey firmò la legislazione rendendolo l'inno ufficiale di stato. Nel 1928, John Philip Sousa presentò al governatore Arthur T. Hannett e al popolo del Nuovo Messico un arrangiamento dell'inno dello stato che abbracciava una storia musicale degli indiani, della cavalleria, dello spagnolo e del messicano.

### Lordsburg Municipal Airport
Nel dicembre del 1938, il Lordsburg Municipal Airport (KLSB) iniziò ad operare. Fu il primo aeroporto del Nuovo Messico. Nel 1927, Lordsburg fu una delle tappe del tour aereo transcontinentale Spirit of Saint Louis di Charles Lindbergh. Nei primi anni 1950 l'aeroporto fu servito dalla Frontier Airlines (1950-1986) originale che pilotò i DC-3 su una rotta da El Paso a Phoenix che comprendeva fermate a Las Cruces, Deming e Lordsburg, così come a Clifton, Safford, e Tucson, Arizona. È di proprietà della città di Lordsburg ed è a sud-est, a circa un miglio al di fuori dei confini della città.

### Seconda guerra mondiale
Lordsburg deteneva fino a 1500 nippo-americani in un campo di internamento di nippo-americani gestito dall'esercito statunitense durante la seconda guerra mondiale. Il 27 luglio 1942, poco dopo l'apertura del Lordsburg Internment Camp, la First Class Clarence Burleson, una sentinella della struttura, avrebbe sparato a due internati nippo-americani in circostanze discutibili. Una delle vittime, Hirota Isomura, apparentemente morì all'istante. L'altro, Toshiro Kobata, è morto prima dell'alba. Dopo un'indagine militare e una corte marziale, fu trovato che Burleson aveva ucciso legalmente i due uomini. Il campo operò fino al luglio del 1943. L'incidente ispirò un episodio della nuova serie Hawaii Five-0, "Ho'oani Makuakane", episodio 4/9 (data originale di uscita: 13 dicembre 2013).
Il campo di Lordsburg ospitava anche soldati tedeschi e italiani catturati.

### Luogo di sosta
Per molti anni, Lordsburg è stata una fermata di sosta popolare per le persone che viaggiano da e verso la West Coast in auto sulla Interstate 10 e sulla sua autostrada precursore, la U.S. Route 80. A 641 miglia (1 032 km) dal centro di Los Angeles, Lordsburg può essere comodamente raggiunta in auto in meno di un giorno. Poiché Lordsburg aveva uno dei pochi motel nel sud-ovest che avrebbe accettato ospiti neri (El Paso era un'eccezione degna di nota), era particolarmente popolare tra i viaggiatori afroamericani nella metà del XX secolo durante la fine della segregazione legale.
Ci sono attualmente 12 motel e hotel situati a Lordsburg. Oltre 300 camere sono a disposizione degli ospiti.

## Società

### Evoluzione demografica
Secondo il censimento del 2010, la popolazione era di 2 797 abitanti.

### Etnie e minoranze straniere
Secondo il censimento del 2010, la composizione etnica della città era formata dall'83,84% di bianchi, lo 0,82% di afroamericani, lo 0,82% di nativi americani, lo 0,54% di asiatici, lo 0% di oceanici, il 12,44% di altre razze, e l'1,54% di due o più etnie. Ispanici o latinos di qualunque razza erano il 77,26% della popolazione.